# Cottus leiopomus
Cottus leiopomus là một loài cá thuộc họ Cottidae. Nó là loài đặc hữu của Hoa Kỳ.